# Around The World (Vlak)
Around The World is een compositie-cyclus voor harmonieorkest, fanfare of brassband van de Nederlandse componist Kees Vlak.